# 毓隆

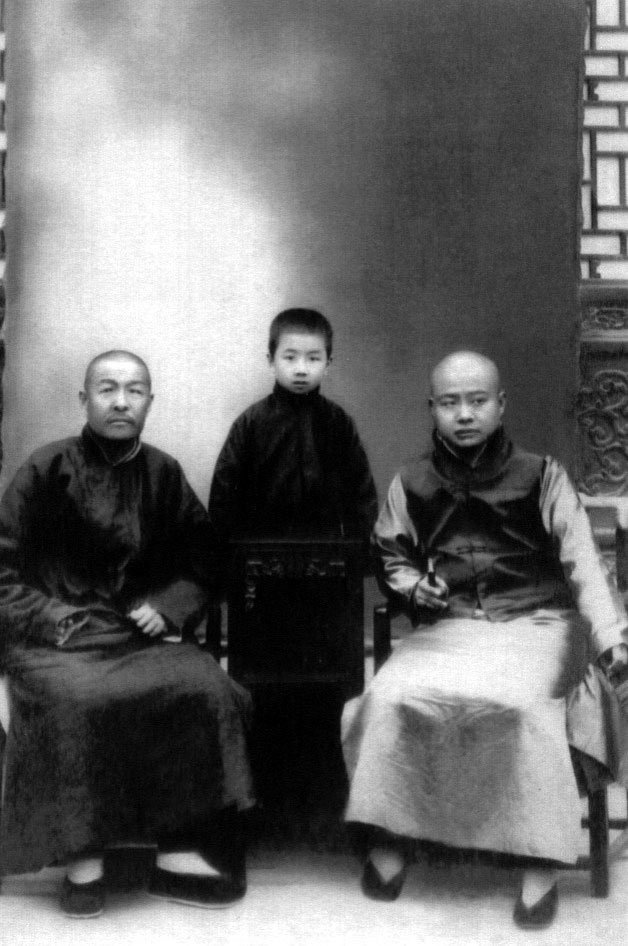
毓隆（左）與少年啟功

毓隆（1872年—1923年），满族，愛新覺羅氏，字绍岑、少岑，清朝宗室翰林，雍正帝七世孫。

## 生平
毓隆之父溥良请求革去封号、俸禄，參加科舉，并考中光緒六年（1880年）進士，改庶吉士，后入翰林。毓隆幼承家学，也在光绪二十年（1894年）中甲午恩科二甲109名进士，同年五月，改翰林院庶吉士。光緒二十一年四月，散館，授翰林院編修，官至侍讀學士。曾任典礼院学士、四川学政和主考。民國十二年（1923年）卒。

## 家族
- 其支系始祖為雍正帝五子、乾隆帝同父異母弟、和親王弘昼。
- 父光緒六年（1880年）庚辰科进士宗室溥良。
- 嫡妻赫舍里氏（父正藍旗滿洲、同治癸酉科舉人、廣東高廉兵備道益齡，祖父道光壬辰恩科進士舒兴阿 (赫舍里氏)，曾祖杭州將軍成明）。继妻博爾濟吉特氏（父正藍旗蒙古、江蘇巡撫、河南巡撫寶棻，祖父金鑑，曾祖嘉庆己卯聯捷進士托渾布）。
- 其孫為當代著名學者、書法家啟功。